# Grenada (Mississippi)
Grenada è una città (city) degli Stati Uniti d'America, capoluogo della omonima contea, nello Stato del Mississippi.

## Geografia fisica
Grenada è ubicata sulla riva meridionale del fiume Yalobusha. Il Grenada Lake è situato a breve distanza dalla città.
Secondo lo United States Census Bureau la città si sviluppa su una superficie totale di 77,6 km², di cui lo 0.03% di acque interne.
Grenada è la città in cui è morto il cantante e chitarrista blues Mississippi John Hurt, nativo di Teoc.

## Galleria d'immagini

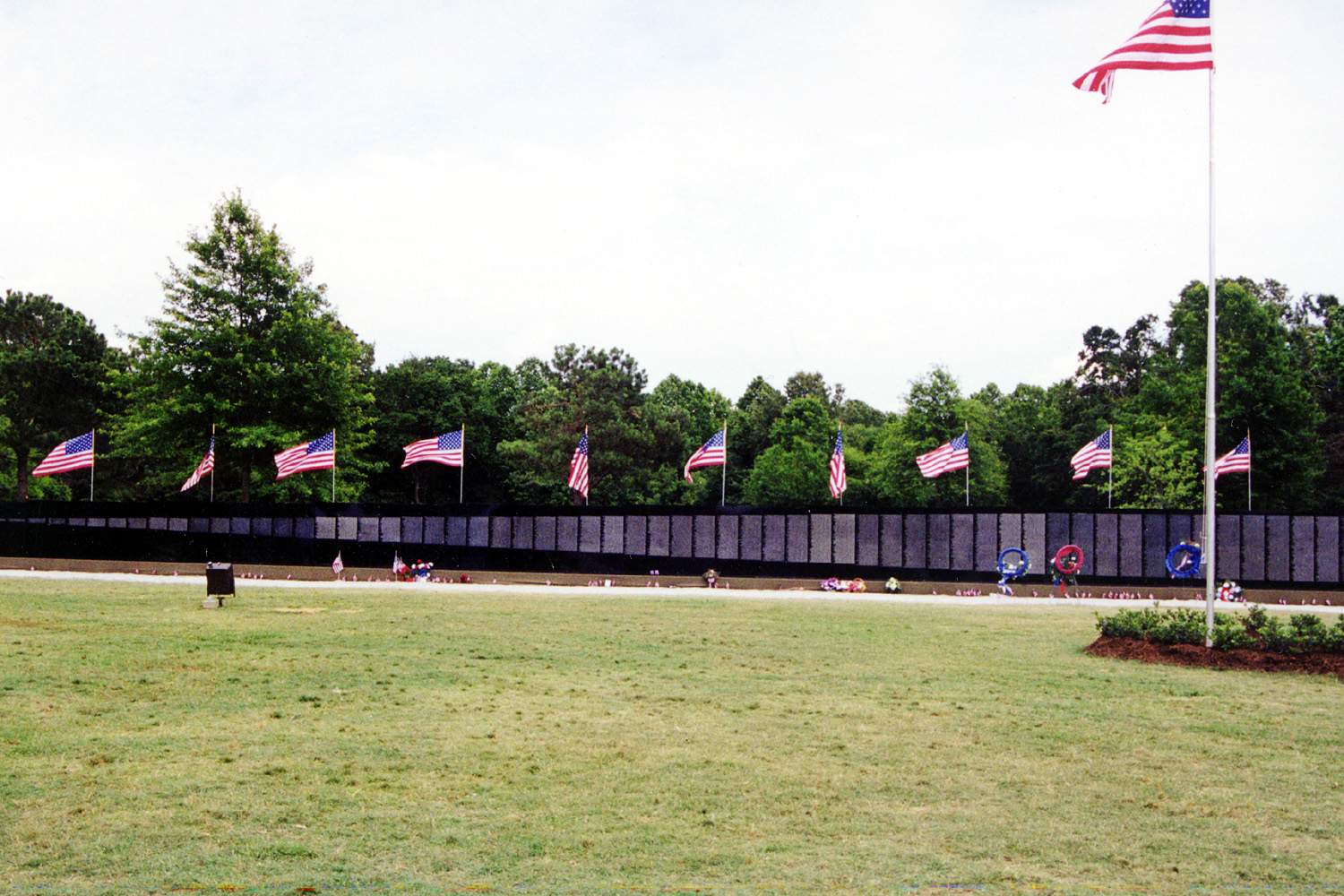
Il Moving Vietnam Wall, monumento a ricordo dei caduti della guerra del Vietnam
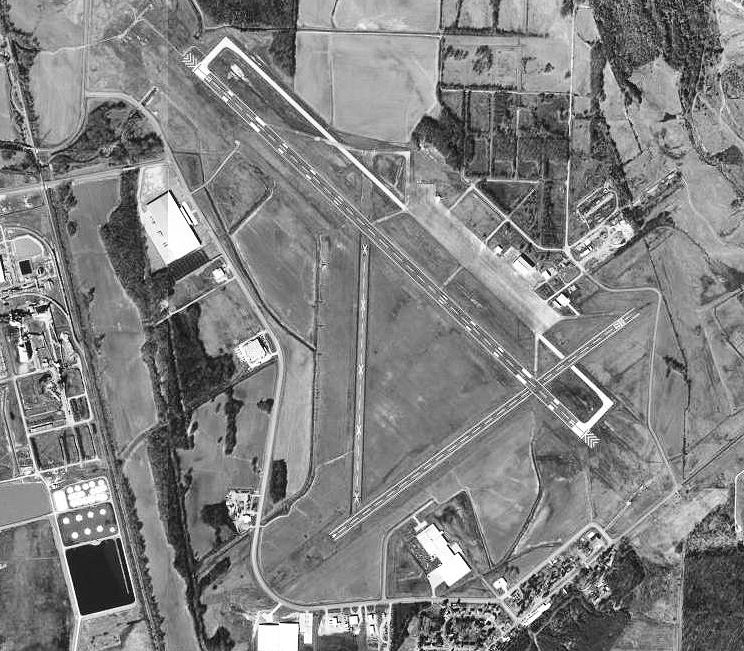
Immagine aerea dell'aeroporto municipale